# لابو لابو (الفلبين)
لابو لابو (بالإنجليزية: City of Lapu-Lapu) هي مدينة عالية التحضر، في الفلبين، تتبع بيسايا الوسطى، وسيبو، بلغ عدد سكانها 350,467  نسمة في 2010، تبلغ مساحتها 58.10 كيلومتر مربع، رمزها البريدي هو 6015.

## الموقع
تشترك في الحدود مع:
- مانداوي
- قرطبة (سيبو).

## التقسيمات الإدارية
- Agus ‏
- Babag ‏
- Bankal ‏
- Baring ‏
- Basak, Lapu-Lapu City [الإنجليزية]‏
- Buaya ‏
- Calawisan ‏
- Canjulao ‏
- Caw‑oy ‏
- Cawhagan [الإنجليزية]‏
- Gun‑ob ‏
- Ibo ‏
- Looc ‏
- Mactan ‏
- Maribago ‏
- Marigondon ‏
- Pajac ‏
- Pajo ‏
- Poblacion ‏
- Punta Engaño ‏
- Pusok ‏
- Sabang ‏
- Santa Rosa ‏
- Subabasbas ‏
- Talima ‏
- Tingo ‏
- Tungasan ‏.

## توأمة
للابو لابو (الفلبين) اتفاقيات توأمة مع:
- هايكو (18 يوليو 1997 - )[6]

## معرض صور

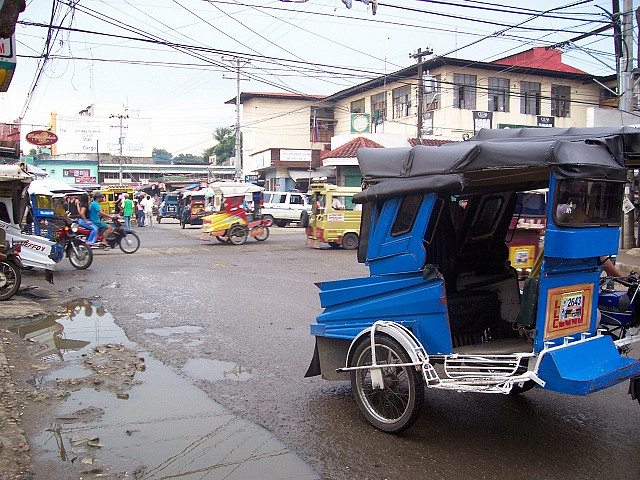
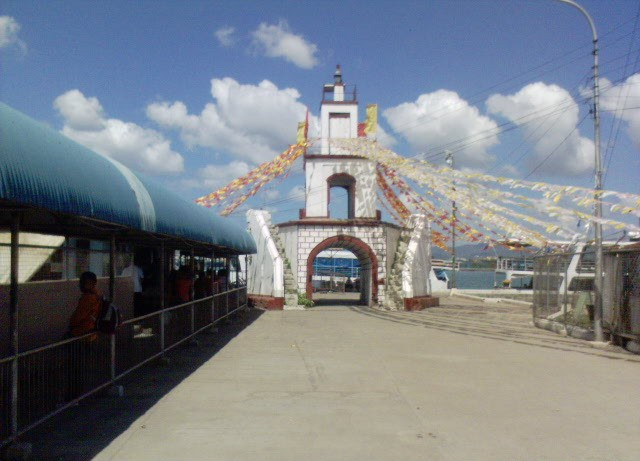
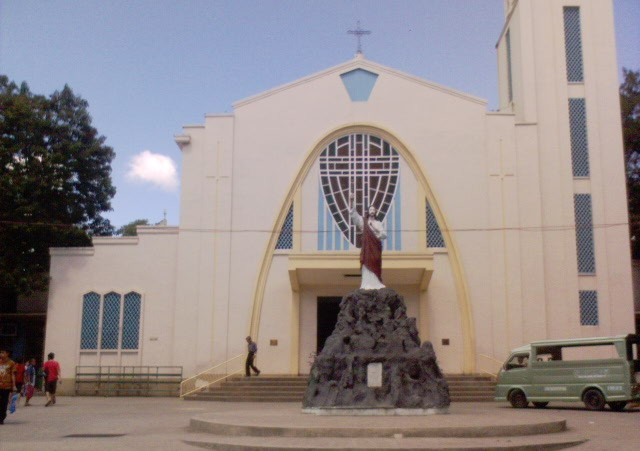
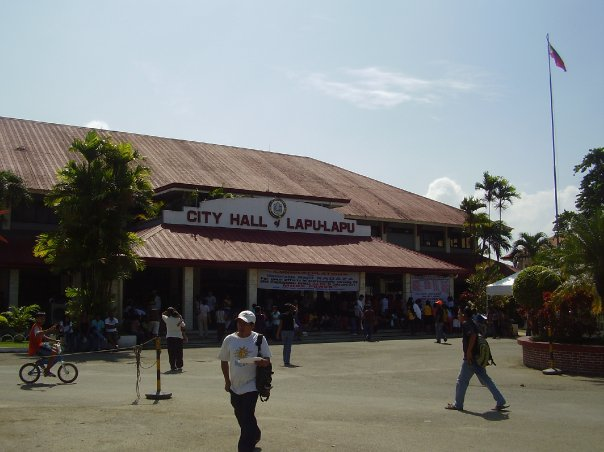